# James Norris Memorial Trophy
James Norris Memorial Trophy – wyróżnienie indywidualne przyznawane dorocznie dla tego obrońcy NHL, który "przez cały sezon wykazał się najlepszą wszechstronną grą na swojej pozycji". Od początku w roku 1954 James Norris Memorial Trophy było przyznane 52 razy 21 różnym zawodnikom. Wyboru dokonują członkowie Stowarzyszenia Zawodowych Dziennikarzy Hokejowych, którzy głosują na, ich zdaniem, najbardziej wszechstronnego obrońcę sezonu zasadniczego.

## Historia
Nagroda ta wzięła swoją nazwę od Jamesa E. Norrisa, właściciela zespołu Detroit Red Wings w latach 1932-1952. Po raz pierwszy została przyznana na zakończenie sezonu 1953/1954.
Rekordzistą pod względem kolejnych zwycięstw jest Bobby Orr z Boston Bruins, który zdobył to trofeum 8 razy z rzędu w latach 1968-1975. Doug Harvey i Nicklas Lidström byli siedmiokrotnymi laureatami, a Ray Bourque sięgał po nie po pięć razy. Za sprawą Orra i Bourque'a to właśnie Boston Bruins są klubem, do którego Norris Trophy wędrowało najczęściej, bo aż 14 razy. Na drugim miejscu są Montreal Canadiens z 12 zwycięstwami.
Tylko dwóch zawodników wygrało w tym samym sezonie zarówno Norris Trophy, jak i Hart Memorial Trophy – Bobby Orr (sezony 1969/70, 1970/1971 i 1971/1972) oraz Chris Pronger (1999/2000).
Głosowanie na laureatów odbywa się na koniec sezonu, a głosujący z Professional Hockey Writers Association wybierają swoich pięciu faworytów, którym przyznają punkty w systemie 10-7-5-3-1. Następnie ogłasza się nazwiska trzech finalistów, a zwycięzca jest wyłaniany podczas ceremonii wręczenia nagród odbywającej się po zakończeniu fazy play-off.

## Lista nagrodzonych

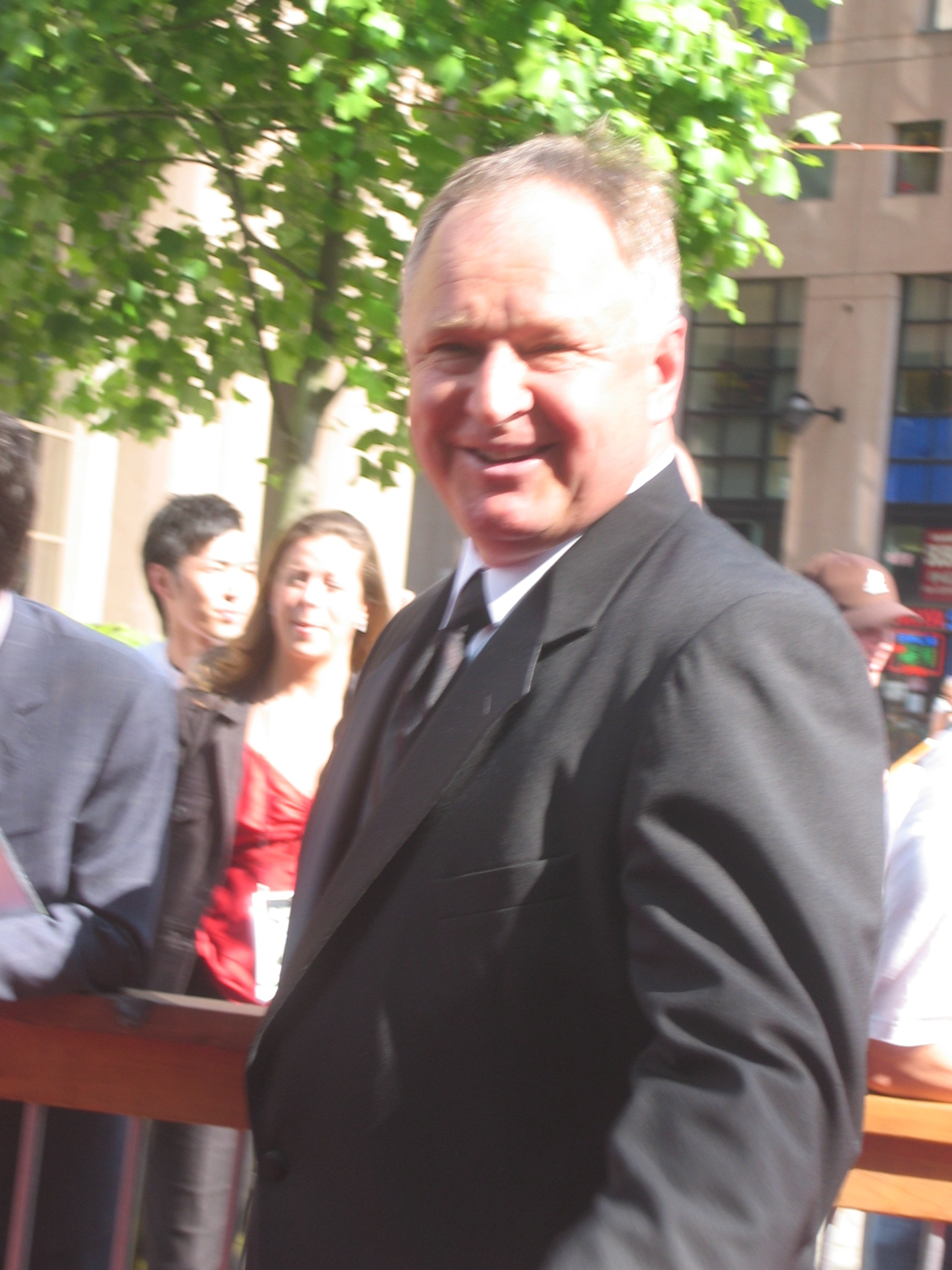
Randy Carlyle, jednokrotny zwycięzca

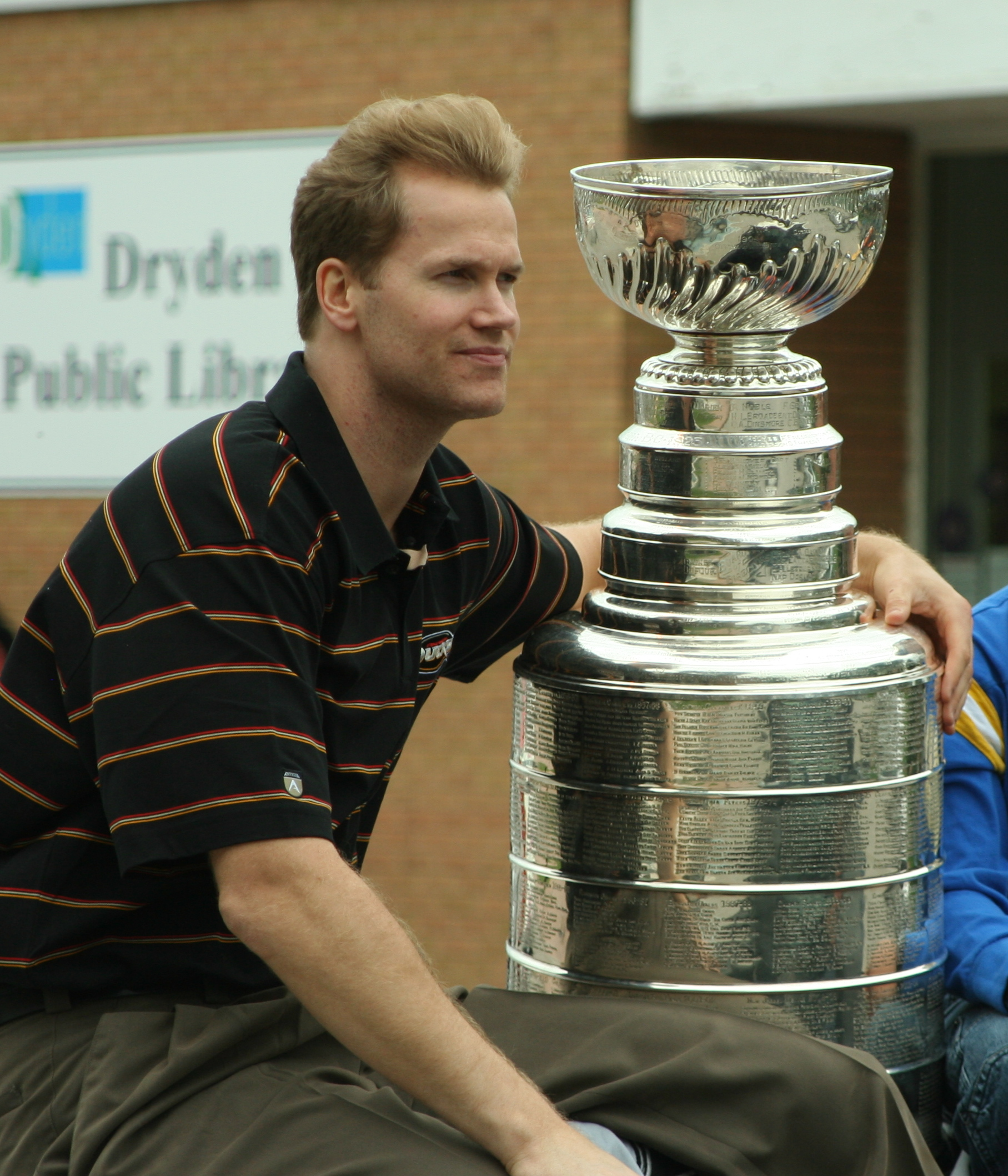
Chris Pronger, jednokrotny zwycięzca

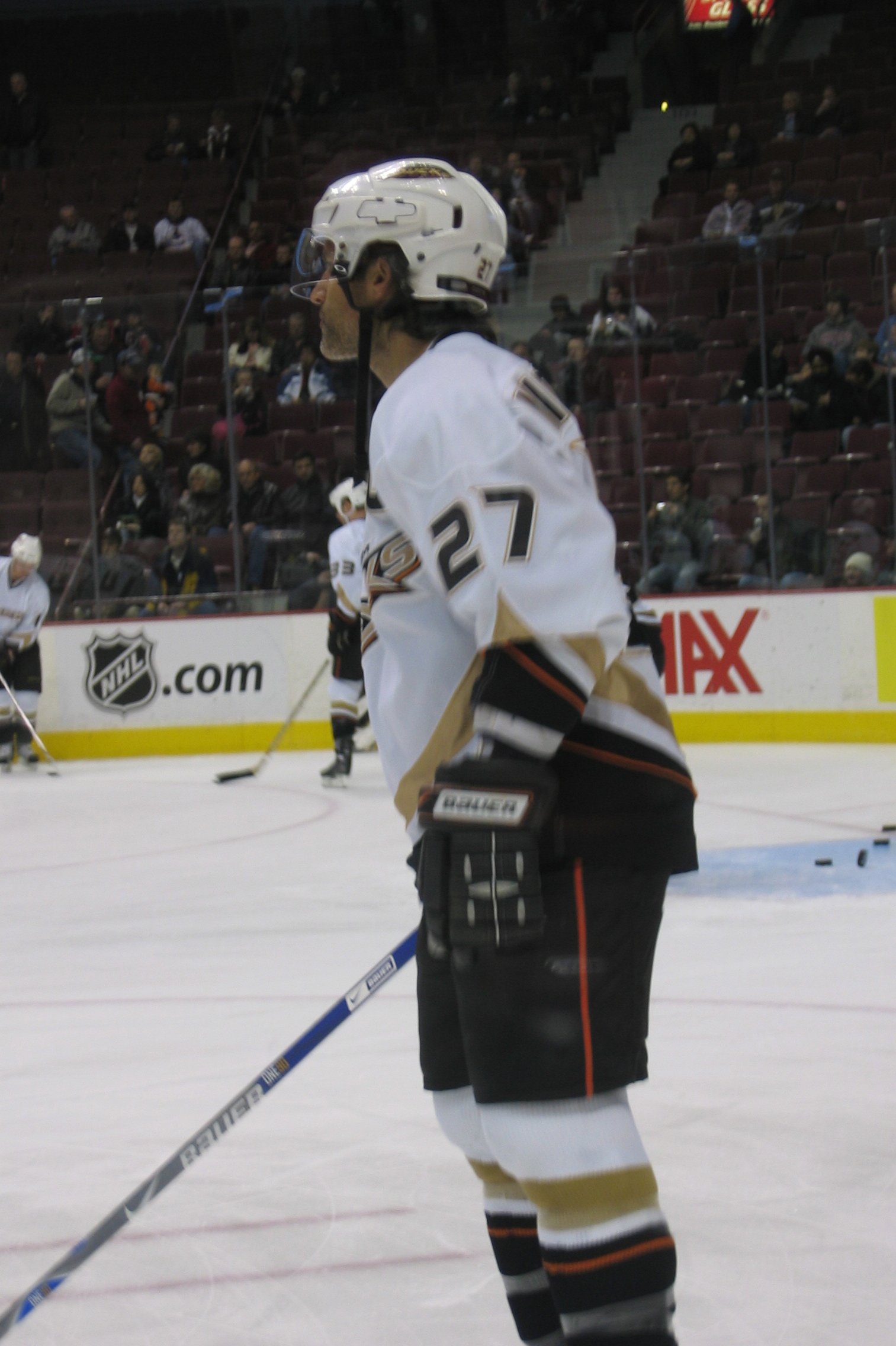
Scott Niedermayer, jednokrotny zwycięzca

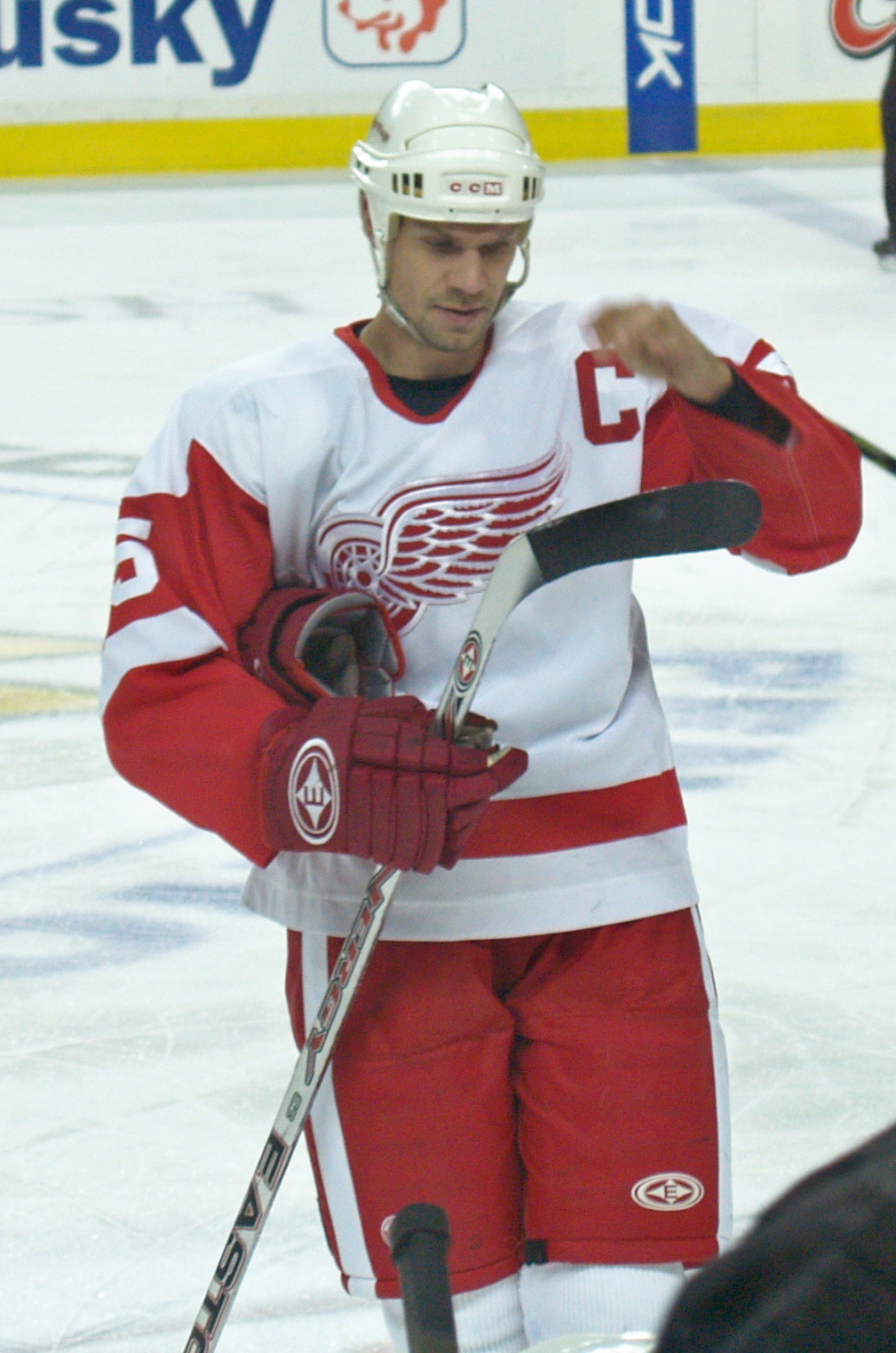
Nicklas Lidström, siedmiokrotny zwycięzca

| Aktywni zawodnicy |
| ----------------- |

| Sezon     | Zwycięzca                       | Drużyna             | # Zawodnik | # Zespół |
| --------- | ------------------------------- | ------------------- | ---------- | -------- |
| 2023-2024 | Quinn Hughes                    | Vancouver Canucks   | 1          | 1        |
| 2022-2023 | Erik Karlsson                   | San Jose Sharks     | 3          | 2        |
| 2021-2022 | Cale Makar                      | Colorado Avalanche  | 1          | 1        |
| 2020-2021 | Adam Fox                        | New York Rangers    | 1          | 5        |
| 2019-2020 | Roman Josi                      | Nashville Predators | 1          | 1        |
| 2018-2019 | Mark Giordano                   | Calgary Flames      | 1          | 1        |
| 2017-2018 | Victor Hedman                   | Tampa Bay Lightning | 1          | 1        |
| 2016-2017 | Brent Burns                     | San Jose Sharks     | 1          | 1        |
| 2015-2016 | Drew Doughty                    | Los Angeles Kings   | 1          | 2        |
| 2014-2015 | Erik Karlsson                   | Ottawa Senators     | 2          | 2        |
| 2013-2014 | Duncan Keith                    | Chicago Blackhawks  | 2          | 8        |
| 2012-2013 | P. K. Subban                    | Montreal Canadiens  | 1          | 12       |
| 2011-2012 | Erik Karlsson                   | Ottawa Senators     | 1          | 1        |
| 2010-2011 | Nicklas Lidström                | Detroit Red Wings   | 7          | 9        |
| 2009-2010 | Duncan Keith                    | Chicago Blackhawks  | 1          | 7        |
| 2008-2009 | Zdeno Chára                     | Boston Bruins       | 1          | 14       |
| 2007-2008 | Nicklas Lidström                | Detroit Red Wings   | 6          | 8        |
| 2006-2007 | Nicklas Lidström                | Detroit Red Wings   | 5          | 7        |
| 2005–2006 | Nicklas Lidström                | Detroit Red Wings   | 4          | 6        |
| 2004-2005 | Nie przyznano z powodu lockoutu | –                   |            |          |
| 2003-2004 | Scott Niedermayer               | New Jersey Devils   | 1          | 1        |
| 2002-2003 | Nicklas Lidström                | Detroit Red Wings   | 3          | 5        |
| 2001-2002 | Nicklas Lidström                | Detroit Red Wings   | 2          | 4        |
| 2000-2001 | Nicklas Lidström                | Detroit Red Wings   | 1          | 3        |
| 1999–2000 | Chris Pronger                   | St. Louis Blues     | 1          | 2        |
| 1998-1999 | Al MacInnis                     | St. Louis Blues     | 1          | 1        |
| 1997–1998 | Rob Blake                       | Los Angeles Kings   | 1          | 1        |
| 1996–1997 | Brian Leetch                    | New York Rangers    | 2          | 4        |
| 1995–1996 | Chris Chelios                   | Chicago Blackhawks  | 3          | 6        |
| 1994–1995 | Paul Coffey                     | Detroit Red Wings   | 3          | 2        |
| 1993–1994 | Ray Bourque                     | Boston Bruins       | 5          | 13       |
| 1992–1993 | Chris Chelios                   | Chicago Blackhawks  | 2          | 5        |
| 1991–1992 | Brian Leetch                    | New York Rangers    | 1          | 3        |
| 1990–1991 | Ray Bourque                     | Boston Bruins       | 4          | 12       |
| 1989–1990 | Ray Bourque                     | Boston Bruins       | 3          | 11       |
| 1988–1989 | Chris Chelios                   | Montreal Canadiens  | 1          | 11       |
| 1987–1988 | Ray Bourque                     | Boston Bruins       | 2          | 10       |
| 1986–1987 | Ray Bourque                     | Boston Bruins       | 1          | 9        |
| 1985–1986 | Paul Coffey                     | Edmonton Oilers     | 2          | 2        |
| 1984–1985 | Paul Coffey                     | Edmonton Oilers     | 1          | 1        |
| 1983–1984 | Rod Langway                     | Washington Capitals | 2          | 2        |
| 1982–1983 | Rod Langway                     | Washington Capitals | 1          | 1        |
| 1981–1982 | Doug Wilson                     | Chicago Blackhawks  | 1          | 4        |
| 1980–1981 | Randy Carlyle                   | Pittsburgh Penguins | 1          | 1        |
| 1979–1980 | Larry Robinson                  | Montreal Canadiens  | 2          | 10       |
| 1978–1979 | Denis Potvin                    | New York Islanders  | 3          | 3        |
| 1977–1978 | Denis Potvin                    | New York Islanders  | 2          | 2        |
| 1976–1977 | Larry Robinson                  | Montreal Canadiens  | 1          | 9        |
| 1975–1976 | Denis Potvin                    | New York Islanders  | 1          | 1        |
| 1974–1975 | Bobby Orr                       | Boston Bruins       | 8          | 8        |
| 1973–1974 | Bobby Orr                       | Boston Bruins       | 7          | 7        |
| 1972–1973 | Bobby Orr                       | Boston Bruins       | 6          | 6        |
| 1971–1972 | Bobby Orr                       | Boston Bruins       | 5          | 5        |
| 1970–1971 | Bobby Orr                       | Boston Bruins       | 4          | 4        |
| 1969–1970 | Bobby Orr                       | Boston Bruins       | 3          | 3        |
| 1968–1969 | Bobby Orr                       | Boston Bruins       | 2          | 2        |
| 1967-1968 | Bobby Orr                       | Boston Bruins       | 1          | 1        |
| 1966-1967 | Harry Howell                    | New York Rangers    | 1          | 2        |
| 1965–1966 | Jacques Laperriere              | Montreal Canadiens  | 1          | 8        |
| 1964–1965 | Pierre Pilote                   | Chicago Blackhawks  | 3          | 3        |
| 1963-1964 | Pierre Pilote                   | Chicago Blackhawks  | 2          | 2        |
| 1962–1963 | Pierre Pilote                   | Chicago Blackhawks  | 1          | 1        |
| 1961–1962 | Doug Harvey                     | New York Rangers    | 7          | 1        |
| 1960–1961 | Doug Harvey                     | Montreal Canadiens  | 6          | 7        |
| 1959–1960 | Doug Harvey                     | Montreal Canadiens  | 5          | 6        |
| 1958–1959 | Tom Johnson                     | Montreal Canadiens  | 1          | 5        |
| 1957–1958 | Doug Harvey                     | Montreal Canadiens  | 4          | 4        |
| 1956–1957 | Doug Harvey                     | Montreal Canadiens  | 3          | 3        |
| 1955–1956 | Doug Harvey                     | Montreal Canadiens  | 2          | 2        |
| 1954–1955 | Doug Harvey                     | Montreal Canadiens  | 1          | 1        |
| 1953–1954 | Red Kelly                       | Detroit Red Wings   | 1          | 1        |